# Colorado zászlaja
Colorado zászlajában a színek az eget (kék), az aranyat (sárga), a hóborította hegyeket (fehér) és a termőföldet (vörös) idézik. A nagy C az állam nevének kezdőbetűje.

## Korábbi zászlók
- 1876–1907
- 1907–1911
- 1910-es tervezet
- 1911–1964